# Saod Al-Kaebari
Saod Al-Kaebari (en árabe: سعود الخيبري‎; Arabia Saudita, 12 de agosto de 1980) es un exfutbolista saudí que jugaba en la posición de defensa.

## Carrera

### Club
| Periodo   | Club                   |
| --------- | ---------------------- |
| 2000-2001 | Al-Suqoor FC           |
| 2001–2003 | Al-Tai FC              |
| 2003–2008 | Al-Ahli FC             |
| 2007–2008 | → Al-Hazem SC (cedido) |
| 2008–2009 | Ettifaq FC             |
| 2009–2012 | Al-Taawoun FC          |

### Selección nacional
Jugó para Arabia Saudita en cuatro ocasiones de 2003 a 2005 y participó en la Copa Asiática 2004.

## Logros
- Copa del Príncipe de la Corona Saudí (1): 2006-07
- Copa Federación de Arabia Saudita (1): 2007